# Дубовий гай (заповідне урочище, Сарненський район, Степанське лісництво)
Дубо́вий Гай — лісове заповідне урочище в Україні. Розташоване в межах Сарненського району Рівненської області, на південний захід від села Бутейки. 
Площа 12 га. Статус надано згідно з рішенням облради № 213 від 13.10.1993 року. Перебуває у віданні ДП «Березнівський лісгосп» (Степанське л-во, кв. 29, вид. 12). 
Статус присвоєно для збереження частини лісового масиву з цінними насадженнями дуба. 